# Midland (Washington)
Midland je obec v okrese Pierce v americkém státě Washington. V roce 2010 zde žilo 8 962 obyvatel, z nichž 56 % tvořili běloši, 11 % Asiaté a 9 % Afroameričané. 18 % obyvatelstva bylo hispánského původu.

## Historie
Území, na kterém se dnes Midland rozkládá, bylo osadníky nazýváno jako Puyallup Hill. Díky dotacím půdy se zde v roce 1855 jako první usadili bratři Ezra a Oliver Meekerovi, kteří na západ následovali svého otce Jacoba, jenž se rovněž usadil jižně od Tacomy. Původně žili na McNeillova ostrova, jenže jejich otci se nechtělo zpět na pevninu, kam jeho synové později odešli. Ezra vlastnil půdu severně od Oliverovy a dohromady byly jejich pozemky popsány jako les mezi Nisquallyjskou rovinou a řekou Puyallup.
Zaměstnanci Společnosti Hudsonova zálivu nazývali toto území Puyallupskou rovinou, kam patřila i jižní část Tacomy a město Lakewood. Východně od území se nacházela Puyallupská bažina.
Pozemky bratrů Meekerových zahrnovaly většinu dnešního území obce. Jedním z jejich sousedů byl Jessie Dunlap a všechny zdejší pozemky byly propojeny lesními cestami. Zdejší les byl tak hustý a vysoký, že nebylo vidět z jednoho domu na druhý. V noci pak nebylo ani vidět hvězd či měsíce.
O několik let později povstalo zdejší indiánské obyvatelstvo a poté, co byl Oliver Meeker zabit na obchodní cestě do San Francisca, se jeho bratr Ezra rozhodl v roce 1962 odstěhovat do nedalekého Puyallupu. Pozemky o několik let později Ezra s Oliverovou ženou Amandou prodali.
V září 1888 Dr. Charles H. Spinning a Joesephus S. Howell rozdělili tuto půdu do menších pozemků a postavili na ní ulice. Území nazvali Southeast Tacoma, což se uchytilo. Předchůdce nynějšího dodavatele elektřiny a pitné vody pro Tacomu, společnosti Tacoma Power and Water, nesl název Southeast Tacoma Mutual Water Company. Hranici mezi bývalou půdou Olivera a Ezry označovala nynější 97th Street East, v té době známá jako Division Avenue. Zatímco vodorovně vedoucí ulice byly číslovány, svisle vedoucí ulice dostávaly názvy po prezidentech Spojených států, což vydrželo dlouho do 20. století. Ulice byly přejmenovány až roku 1982, kdy okres Pierce vyvinul nový systém pro záchranné služby. V době, kdy se území nazývalo Southeast Tacoma, sem vedla i železnice a tramvajová linka.
V listopadu 1889 se území západního teritoria Washington stalo státem Washington, čímž se zvýšil zájem železnic o příchod do oblasti, včetně Midlandu. Ještě ve stejném roce si zde místo pro své tratě zajistily železniční společnosti Tacoma Puyallup Railway, Tacoma Eastern Railroad a Portland & Puget Sound Railroad.
První postavenou tratí disponovala železnice Tacoma Puyallup Railway, kterou založil Randolph Foster Radebaugh, jenž do Tacomy přišel roku 1880 ze San Francisca a ihned se stal jedním z předních podnikatelů v oblasti. Mimo oblast železnice se stal otcem deníku The Daily Ledger, který byl prvním deníkem, který kdy Tacoma měla. V roce 1889 postavil tramvajovou linku Tacoma and Fern Hill Railway, kterou krátce po stavbě prodloužil do Midlandu a Puyallupu, což vedlo k jejímu přejmenování na Tacoma Puyallup Railway. Zatímco obyvatelé Tacomy ji nazývali Puyallup Hill Line, v Puyallupu byla označována jako Grapevine Line.
Tramvajová linka byla původně úzkorozchodná a poháněna parou. Parní vůz byl osmitunovou lokomotivou, která zvenku vypadala jako normální osobní vagon. Později se linka stala majetkem společnosti Tacoma Railway & Power Company, která rozšířila její rozchod a elektrifikovala ji. V celé záležitosti byl i zapojen synovec Ezry Meekera Frank Oliver Meeker, který vlastnil jihozápadní část nově začleněného města Puyallup, nedaleko od místa, kde tramvajová linka překračovala hranice města. Právě v tomto místě byla trať v roce 1919 zničena záplavou a nikdy už nebyla opravena, jelikož byl Puyallup spojen s Tacomou jinou, kratší linkou. Původní linka dále pokračovala svůj provoz mezi Tacomou a Woodlandem.
Druhá železniční trať v Midlandu patřila bratřím Hartům, kteří ji provozovali pod názvem Tacoma Eastern Railroad. Hlavním účelem této tratě bylo propojení pilařských závodů, které Hartům patřili, se zbytkem světa. Trať byla tedy po chvíli rozšířena do lesů v Midlandu, kde chtěli bratři další pily. Časem železnice změnila vlastníka a byla prodloužena do Ashfordu, v roce 1905 ještě dále, až do okresu Lewis, kde končila v dřevařském městě Morton.
Třetí železniční trať se nikdy nedostala přes fázi mapování cesty. Portland and Puget Sound Railroad ale ve skutečnosti nebyla žádnou malou železnicí, za kterou se vydávala. Jednalo se prakticky o Union Pacific Railroad, jednu z největších železnic té doby v zemi. Jenže kdyby lidé věděli, že se do oblasti vydává taková velká železnice, ceny pozemků by narostly ve velkém. Proto se většina velkých železnic snažilo zakrýt skutečnost, že kamkoli přicházejí. Jenže Union Pacific se v roce 1889 dostala do finančních problémů a přestože o rok později se povedlo Jayi Gouldovi a Johnu D. Rockefellerovi shromáždit dost peněz na další provoz, plány v oblasti Midlandu šly stranou. Mluvit se o nich začalo až po smrti Goulda o několik let později, avšak pod jménem Oregon & Washington Railroad. Zpočátku se nabízelo několik variant, kudy trať povede, a společnost byla dost odhodlaná trať postavit, že už byla připravena stavit tunely jak v Tacomě, tak v Seattlu. Ještě před postavením tunelů se Union Pacific dohodla s konkurenční Northern Pacific Railway na společném užívání Bennettova tunelu pod Point Defiance v Tacomě, čímž by se trať vyhnula Midlandu.
Samotné jméno Midland se poprvé objevilo roku 1890 na městském plánu vytvořeném společností Olympic Land Company. Ta učinila územní změny oproti původnímu plánu Southeast Tacoma, ulice si ale ponechala svá jména. Nové ulice byly pojmenovány po stromech.
Obyvatelé obce se vždy shodovali, že byla tak pojmenována, jelikož se jednalo o střed staré tramvajové linky. Ten se ale nacházel nějakou půl míli blíže k Tacomě, ve skutečnosti ale linka nebyla v době dokončení plánu dostavěna. Blízko se ale také nacházel střed nové tramvajové linky, takže je možné, že byla obec pojmenována právě po ní.